# گروه ساپورا
گروه ساپورا (انگلیسی: Sapura Group) شرکت خوشه‌ای مالزیایی است، که در سال ۱۹۷۵ تأسیس شد.